# Kapurthala (furstendöme)

Flagga.

Kapurthala var åren 1772–1947 en vasallstat i Brittiska Indien, i vinkeln mellan Sutlej och Beas, en väl bevattnad, bördig slätt, genomskuren av järnvägen mellan Lahore och Jalandhar i Punjab. 
1 549 km² och 314 351 invånare (1901), nära hälften muslimer, en fjärdedel hinduer och en fjärdedel sikher. Regerande fursten var en sikh av Ahluwaliadynastin.
Staden Kapurthala ligger 18 km från Jalandhar.